# Confederación Panamericana de Ciclismo
Die Confederación Panamericana de Ciclismo (COPACI) ist der Dachverband des Radsports in Nord- und Südamerika. Sie wurde 1922 gegründet und ist damit der älteste der fünf Kontinentalverbände innerhalb der Union Cycliste Internationale (UCI), des weltweiten Radsportverbands. Sitz der COPACI ist zurzeit Havanna.
Zur Aufgabe der COPACI gehört u. a. die Organisation kontinentaler Meisterschaften. Des Weiteren organisiert sie die Radsport-Veranstaltungen bei den Panamerikanischen Spielen und ist an der Organisation der UCI America Tour beteiligt. Das 100. Jubiläum des Verbands wurde im Rahmen der Panamerika-Meisterschaften im Straßenradsport 2022 im argentinischen San Juan begangen.

## Veranstaltungen

### Panamerika-Meisterschaften
Zur Aufgabe der COPACI gehört vor allem die Organisation jährlicher kontinentaler Meisterschaften im Radsport. Diese werden insbesondere in den olympischen Disziplinen Straßenrennen, Bahnradsport, Mountainbike, BMX und Freestyle durchgeführt, dazu auch im Paracycling und im Cyclocross. Für Junioren und Masters werden getrennt von der Elite jeweils Panamerikanische Radsportmeisterschaften auf Bahn und Straße abgehalten.
- Panamerika-Meisterschaften im BMX-Freestyle
- Panamerika-Meisterschaften im Cyclocross

Die Sieger der Panamerika-Meisterschaften bekommen ein Trikot verliehen. Sie haben das Recht, dieses bis zur nächsten Meisterschaft bei allen Rennen ihrer Altersklasse in der von ihnen gewonnenen Disziplin zu tragen, wovon aber kaum Gebrauch gemacht wird. In der Vergangenheit wurde das Meistertrikot für jede Veranstaltung individuell gestaltet, meist entweder basierend auf den Farben Rot, Weiß und Blau, die auch im Emblem des Verbands zu sehen waren, oder als Abwandlung des Regenbogentrikots des Weltmeisters. Lediglich im Cyclocross wurde von 2016 bis 2019 ein einheitliches Trikot vergeben, das auch im Wettbewerb getragen wurde. 2021 und 2022 war erstmals eine einheitliche Gestaltung des Trikots über alle Disziplinen hinweg zu beobachten. Bereits 2023 wurde jedoch wieder auf ein neues Design mit schwarzem Bruststreifen und dem 2022 eingeführten neuen Logo umgestellt.

Beispiel für blau-weiß-rotes Trikot bis 2019
Meistertrikot Cyclocross 2016–2019
Meistertrikot 2021–2022
Meistertrikot ab 2023

### Regionale Meisterschaften
Aufgrund der Disparität zwischen den Mitgliedsländern existieren zwei Unterorganisationen, die regionale Meisterschaften abhalten.
- Die Asociación de Federaciones Centroamericanas del Ciclismo (AFECACI) besteht aus den sieben Verbänden Zentralamerikas und organisiert Zentralamerikanische Meisterschaften zumindest in den Disziplinen Straßenradsport und Mountainbikesport.
- Die Carribean Cycling Union (CCU, bis 2022 Carribean Cycling Federation) veranstaltet Karibische Meisterschaften auf Straße, Mountainbike sowie im Bahnradsport.

Direkt von der COPACI organisiert werden Südamerika-Meisterschaften in einigen Radsport-Disziplinen wie BMX-Rennsport und Mountainbike-Marathon.

### Spiele
Speziell in Lateinamerika gibt es eine Vielzahl regionaler Multisport-Veranstaltungen nach Vorbild der Olympischen Spiele. Die Mitgliedsverbände der COPACI bzw. deren Nationale Olympische Komitees nehmen an deren Radsport-Wettbewerben teil.
Die Panamerikanische Sportorganisation organisiert Panamerikanische Spiele. Im Behindertensport gibt es als Entsprechung Parapanamerikanische Spiele mit der Disziplin Paracycling.
Vier regionale Unterorganisationen, deren Mitgliedschaft sich teilweise überlappt, veranstalten ebenfalls Spiele mit Radsport-Beteiligung:
- Centro Caribe Sports (zuvor CACSO bzw. ODECABE genannt) betreut die Zentralamerika- und Karibikspiele.
- Die ODEBO organisiert die Bolivarischen Spiele.
- Die ODESUR hält die Südamerikaspiele sowie die Südamerikanischen Jugendspiele ab.
- Die ORDECA ist für die Zentralamerikaspiele zuständig.

## Mitgliedsverbände
Die COPACI umfasst 44 nationale Verbände als Vollmitglieder sowie fünf assoziierte Verbände (Stand Ende 2021). Die Vollmitglieder sind ebenfalls Mitglieder der UCI, während die assoziierten Verbänden abhängige Gebiete anderer Staaten repräsentieren und über deren Nationalverbände mit der UCI verbunden sind. Die Mitgliedsverbände sind in vier Regionen gruppiert (Nord, Mitte, Karibik und Süd).
Bis 2010 war der Nederlands-Antilliaanse Wielerbond ebenfalls Mitglied der COPACI. Infolge der Auflösung der Niederländischen Antillen wurde dieser aufgelöst und durch separate Verbände für Aruba, Curaçao und Sint Maarten ersetzt.
Der mexikanische Radsportverband wurde von der UCI 2021 wegen Unregelmäßigkeiten suspendiert. Diese Maßnahme wurde vom UCI-Kongress 2022 bestätigt und soll bis zur Umsetzung geeigneter Reformen anhalten.
Die Mitgliedsländer der COPACI entsprechen denen der Panamerikanischen Sportorganisation, der Vereinigung der Nationalen Olympischen Komitees von Amerika. Zusätzlich sind Anguilla, Curaçao und Sint Maarten in der COPACI vertreten.

### Vollmitglieder
| Land                           | Verband                                            |
| ------------------------------ | -------------------------------------------------- |
| Amerikanische Jungferninseln   | Virgin Islands Cycling Federation                  |
| Anguilla                       | Anguilla Amateur Cycling Association               |
| Antigua und Barbuda            | Antigua and Barbuda Cycling Federation             |
| Argentinien                    | Unión Ciclista de la Republica Argentina           |
| Aruba                          | Aruba Wieler Bond                                  |
| Bahamas                        | Bahamas Cycling Federation                         |
| Barbados                       | Barbados Cycling Union                             |
| Belize                         | Cycling Federation of Belize                       |
| Bermuda                        | Bermuda Bicycle Association                        |
| Bolivien                       | Federación Boliviana de Ciclismo                   |
| Brasilien                      | Confederação Brasileira de Ciclismo                |
| Britische Jungferninseln       | British Virgin Islands Cycling Federation          |
| Cayman Islands                 | Cayman Islands Cycling Association                 |
| Chile                          | Federación Deportiva Nacional de Ciclismo de Chile |
| Costa Rica                     | Federación Costarricense de Ciclismo               |
| Curaçao                        | Curaçaose Wielerbond                               |
| Dominica                       | Dominica Cycling Association                       |
| Dominikanische Republik        | Federación Dominicana de Ciclismo                  |
| Ecuador                        | Federación Ecuatoriana de Ciclismo                 |
| El Salvador                    | Federación Salvadoreña de Ciclismo                 |
| Grenada                        | Grenada Cycling Federation                         |
| Guatemala                      | Federación Guatemalteca de Ciclismo                |
| Guyana                         | Guyana Cycling Federation                          |
| Haiti                          | Fédération Haïtienne de Cyclisme                   |
| Honduras                       | Federación Nacional de Ciclismo de Honduras        |
| Jamaika                        | Jamaica Cycling Federation                         |
| Kanada                         | Cycling Canada                                     |
| Kolumbien                      | Federación Colombiana de Ciclismo                  |
| Kuba                           | Federación Cubana de Ciclismo                      |
| Mexiko                         | Federación Mexicana de Ciclismo                    |
| Nicaragua                      | Federación Nicaragüense de Ciclismo                |
| Panama                         | Federación Panameña de Ciclismo                    |
| Paraguay                       | Federación Paraguaya de Ciclismo                   |
| Peru                           | Federación Deportiva Peruana de Ciclismo           |
| Puerto Rico                    | Federación de Ciclismo de Puerto Rico              |
| St. Kitts und Nevis            | Saint Kitts and Nevis Cycling Federation           |
| St. Lucia                      | St Lucia Cycling Association                       |
| St. Vincent und die Grenadinen | St Vincent and Grenadines Cycling Union            |
| Sint Maarten                   | Sint Maarten Cycling Federation                    |
| Suriname                       | Surinaamse Wielren Unie                            |
| Trinidad und Tobago            | Trinidad and Tobago Cycling Federation             |
| Uruguay                        | Federación Ciclista Uruguaya                       |
| Venezuela                      | Federación Venezolana de Ciclismo                  |
| Vereinigte Staaten             | USA Cycling                                        |

### Assoziierte Verbände
| Gebiet                  | Verband                                    |
| ----------------------- | ------------------------------------------ |
| Französisch-Guayana     | Comité Régional de Cyclisme de la Guyane   |
| Guadeloupe              | Comité Régional Cyclisme de la Guadeloupe  |
| Martinique              | Comité Régional Cycliste de Martinique     |
| Saint-Martin            | Regional Cycling Committee of Saint-Martin |
| Turks- und Caicosinseln | Turcs and Caicos Cycling Federation        |

## Präsidenten
In den 100 Jahren ihres Bestehens wurde die COPACI von folgenden Präsidenten geleitet:
- Juan Bautista Maglia (1922–1958)
- Marcos Arambula Durán (1958–1979)
- Armando Ustariz (1979–1987)
- Guillermo Gutiérrez (1987–1991)
- José Manuel Peláez Rodríguez (seit 1991)